# Сигма Дракона
Сигма Дракона (σ Дракона, лат. Sigma Draconis) — одиночная звезда в созвездии Дракон на расстоянии около 19 световых лет от Солнца. Она имеет традиционное название Альсафи от арабского al-athafi, означающего треножник: звезда входила в одноимённый арабский астеризм Треножник.

## Характеристики
Звезда относится к классу оранжевых карликов главной последовательности. Её радиус был измерен с помощью интерферометра CHARA array — 77,8 % радиуса Солнца. Скорость вращения звезды вокруг своей оси относительно мала, всего лишь 1,5 км/с. Возраст Сигмы Дракона составляет 3,3 миллиарда лет, тем не менее, тяжёлых элементов в звезде несколько меньше, чем в Солнце (56—59 % солнечной металличности).

## Ближайшее окружение звезды
Следующие звёздные системы находятся на расстоянии в пределах 10 световых лет от σ Дракона:
| Звезда           | Спектральный класс  | Расстояние, св. лет |
| LP 44-113        | DXP9/VII            | 3,2                 |
| BD+68°946 AB     | M3.0 V / ?          | 5,0                 |
| LP 71-165        | M4.5 V              | 5,7                 |
| BD+61°2068 AB    | M0 Ve / ?           | 5,8                 |
| AC+65 6955       | M3 V                | 7,6                 |
| χ Дракона AB     | F7 V / K0 V         | 7,9                 |
| Струве 2398 AB   | M3.0 V / M3.5 V     | 7,9                 |
| Крюгер 60 AB     | M3 V / M4V          | 8,3                 |
| V1581 Лебедя ABC | M5.5 Ve / M6 / M5.5 | 8,3                 |
| AC+79 3888       | M3.5 V              | 8,6                 |
| G 227-29         | M V                 | 9,0                 |
| AC+54 1646-56    | M1.5 V              | 9,3                 |
| BD+56°2966       | K3 V                | 9,5                 |

## σ Дракона в фантастике
- В серии романов, посвящённой Хонор Харрингтон, в системе Сигмы Дракона описана планета Беовульф, находящаяся рядом с кротовиной.
- В одном из эпизодов фантастического телесериала Звёздный путь («Spock’s Brain») описываются три планеты, обращающиеся вокруг Сигмы Дракона — III, IV и VI. Все они заселены людьми.
- Во вселенной Дюны в этой системе находится родной мир Дома Ордосов.